# Three Thousand Years of Longing
Three Thousand Years of Longing is een Australisch-Amerikaanse duistere fantasyfilm uit 2022, geregisseerd door George Miller. De film is een bewerking van het korte verhaal The Djinn in the Nightingale's Eye van A.S. Byatt. De hoofdrollen worden vertolkt door Idris Elba en Tilda Swinton.

## Verhaal
Alithea Binnie is gelukkig met haar leven. Als de academicus een conferentie bijwoont in Istanboel, ontmoet ze toevallig een djinn. In ruil voor zijn vrijheid wil hij haar drie wensen in vervulling laten gaan. Alithea betwijfelt of zijn verschijning in haar hotelkamer echt is. Bovendien kent ze, als wetenschapper op het gebied van geschiedenis en mythologie, de waarschuwende verhalen over misgelopen wensen. De djinn vertelt haar dan over fantastische verhalen uit zijn verleden. Verleid door het idee, vraagt Alithea de djinn om een wens te vervullen die hen allebei verrast.

## Rolverdeling
| Acteur             | Personage         |
| ------------------ | ----------------- |
| Idris Elba         | Djinn             |
| Tilda Swinton      | Alithea Binnie    |
| Erdil Yaşaroğlu    | Professor Gühan   |
| Aamito Lagum       | Koningin van Seba |
| Nicolas Mouawad    | Koning Salomon    |
| Ece Yüksel         | Gülten            |
| Matteo Bocelli     | prins Mustafa     |
| Lachy Hulme        | Sultan Suleiman   |
| Megan Gale         | Hürrem            |
| Oğulcan Arman Uslu | Murat IV          |
| Jack Braddy        | Ibrahim           |
| Zerrin Tekindor    | Kösem             |
| Anna Adams         | Sugar Lump        |
| Melissa Jaffer     | Clementine        |
| Anne Charleston    | Fanny             |

## Productie
In oktober 2018 werd aangekondigd dat George Miller een nieuwe speelfilm aan het ontwikkelen was. Kort nadat de film werd aangekondigd, werden Idris Elba en Tilda Swinton bevestigd met de belangrijkste rollen.
De opnames zouden oorspronkelijk beginnen op 2 maart 2020. Vanwege de Covid-19-pandemie werd het echter uitgesteld. Het zou deels plaatsvinden in Turkije (met name in Istanboel) en in het Verenigd Koninkrijk, maar door de pandemie vonden de opnames uiteindelijk plaats in Australië.

## Release
De film ging in première op 20 mei 2022, buiten de competitie van het Filmfestival van Cannes.

## Ontvangst
Op Rotten Tomatoes heeft Three Thousand Years of Longing een waarde van 63% en een gemiddelde score van 6,20/10, gebaseerd op 35 recensies. Op Metacritic heeft de film een gemiddelde score van 57/100, gebaseerd op 16 recensies.